# 館岡事務所
館岡事務所（たておかじむしょ、Tateoka Office）とは、東京都港区にあるモデルエージェンシーである。
1979年設立。事務所の特徴として国内に限らず海外のコレクションや雑誌、広告などで活躍する女性モデルが多く在籍している。
一時に数多くのモデルを招聘することはせず、ひとりひとりに行き届いたマネージメントがされることをモットーとしている。
2008年よりクリエーターをマネージメントするクリエーターズルームを開設。

## MODEL
- 森田マリア
- 小泉深雪
- Ayu
- ANGELA (モデル)
- Naho
- 加藤あずさ
- 未希
- KASUMI
- MAKI
- NATSUKO
- TSUBASA
- ERI
- MEG
- KIRIKA
- MIZUKI
- MAICA TOSCANO
- EMMA
- 熊井友理奈
- MEI
- BENIKO
- SAYULI

## DIRECTOR
- サヤママコト
- 髙木聡
- 土屋隆俊
- ムラカミタツヤ
- 雨宮恒平
- 野村篤史
- 小林基己

## CINEMATOGRAPHER
- 小林基己
- 黒石信淵
- 山本キョージ
- 村上涼
- 浅岡将史
- 田嶌誠
- 古野達也
- 中村功
- 瀬野さくら
- 松井ノブユキ

## LIGHT
- 古野達也
- 野村泰寛